# 800 mètres masculin aux Jeux olympiques d'été de 1932 (athlétisme)
Pour un article plus général, voir Athlétisme aux Jeux olympiques d'été de 1932.
Navigation
Amsterdam 1928 Berlin 1936
L'épreuve du 800 mètres masculin aux Jeux olympiques de 1932 s'est déroulée les 1er et 2 août 1932 au Memorial Coliseum de Los Angeles, aux États-Unis. Elle est remportée par l'Américain Tommy Hampson qui établit un nouveau record du monde en 1 min 49 s 8.

## Résultats

### Finale
| Rang               | Athlète          | Pays            | Temps        | Notes |
| ------------------ | ---------------- | --------------- | ------------ | ----- |
| Médaille d'or      | Tommy Hampson    | Grande-Bretagne | 1 min 49 s 8 | WR    |
| Médaille d'argent  | Alex Wilson      | Canada          | 1 min 49 s 9 |       |
| Médaille de bronze | Phil Edwards     | Canada          | 1 min 51 s 5 |       |
| 4                  | Edwin Genung     | États-Unis      | 1 min 51 s 7 |       |
| 5                  | Edwin Turner     | États-Unis      | 1 min 52 s 5 |       |
| 6                  | Chuck Hornbostel | États-Unis      | 1 min 52 s 7 |       |
| 7                  | Jack Powell      | Grande-Bretagne | 1 min 53 s 0 |       |
| 8                  | Séra Martin      | France          | 1 min 53 s 6 |       |
| 9                  | Otto Peltzer     | Allemagne       | 1 min 55 s 0 |       |